# Abby Wilde
Abigail Miriam Dauermann (San Francisco, Califórnia, 25 de fevereiro de 1989) é uma atriz e cantora estadunidense.

## Carreira
Wilde começou a atuar aos 6 anos de idade com seus irmãos no YMCA. Desde então, ela apareceu no elenco de várias peças de teatro, como em obras de Shakespeare, musicais, óperas, etc. Ela ficou mesmo conhecida após entrar na 3ª temporada de Zoey 101 como Stacy Dilsen, uma garota amante de cotonetes (dublada na versão brasileira por Luciana Baroli), tal papel fora retomado em ICarly como participação especial.
Ela participou de Family of Four, filme escrito e dirigido por John Suits, que foi lançado em 2008.
Gravou o Clipe:Train Journey to Owl City a mashup music video.

## Redes Sociais
Abby adora usar seu Instagram para postar fotos de flores, frutas, e no youtube grava vários vídeos no formato "Daily Vlog", onde mostra o seu dia a dia, etc.  

## Séries
- Family of Four
- Zoey 101 3ª Temporada - Recorrente
- Zoey 101 4ª Temporada - Recorrente
- iCarly 4ª Temporada - Participação Especial (2 episódios como Stacey Dilsen)
- The Antaeus Company
- Sam & Cat - Participação Especial